# Gebroeders Bandiera

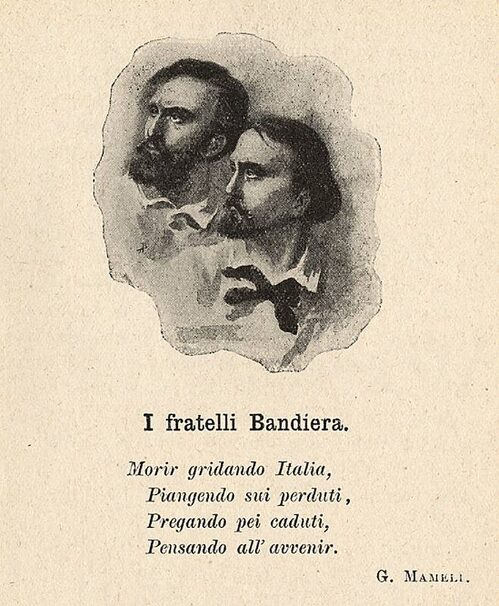
De broers Attilio en Emilio Bandiera

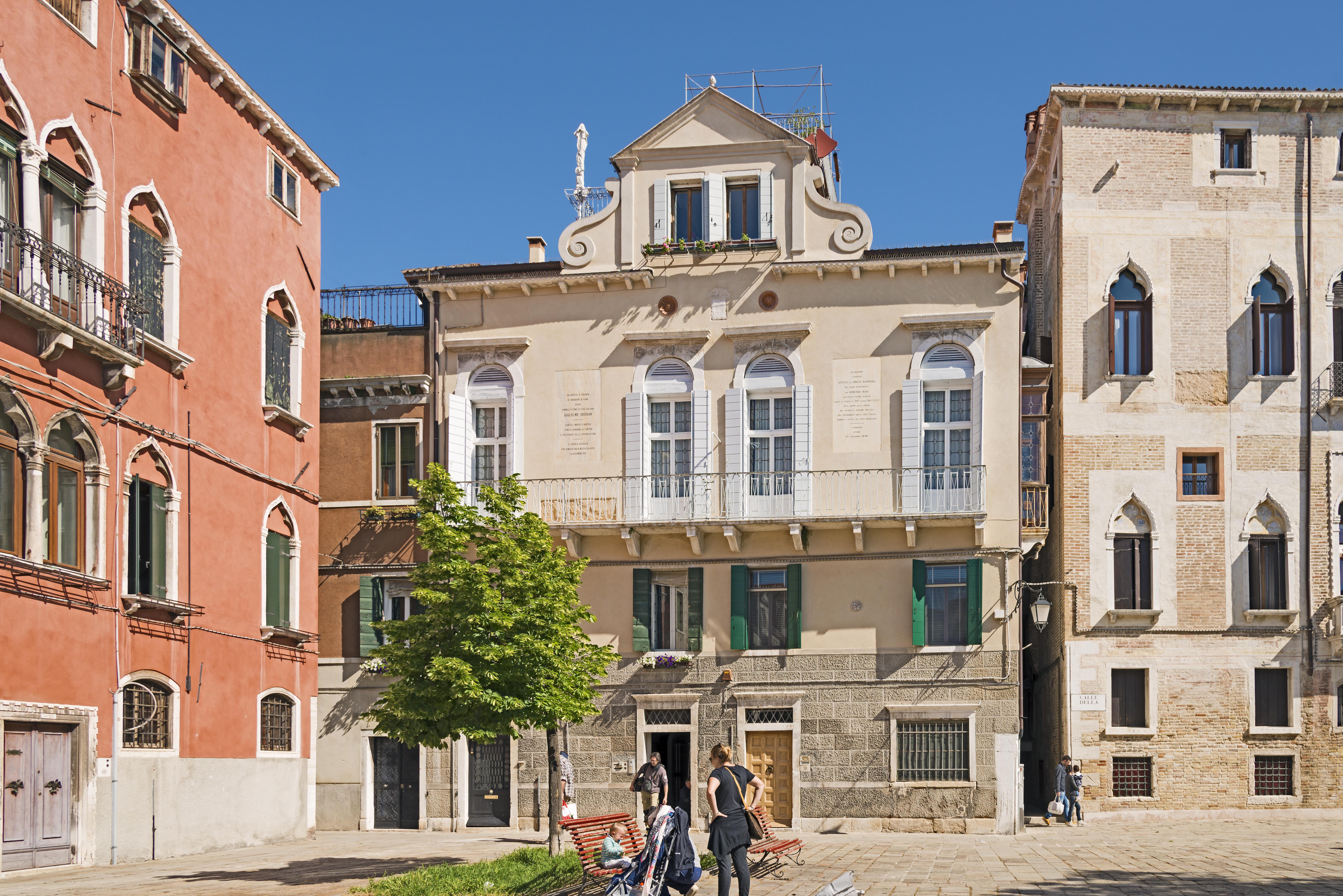
Ouderlijk huis in Venetië: het Palazzo Soderini

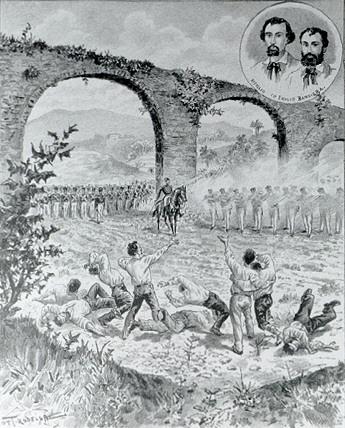
Executie in Calabrië, Zuid-Italië (1844)

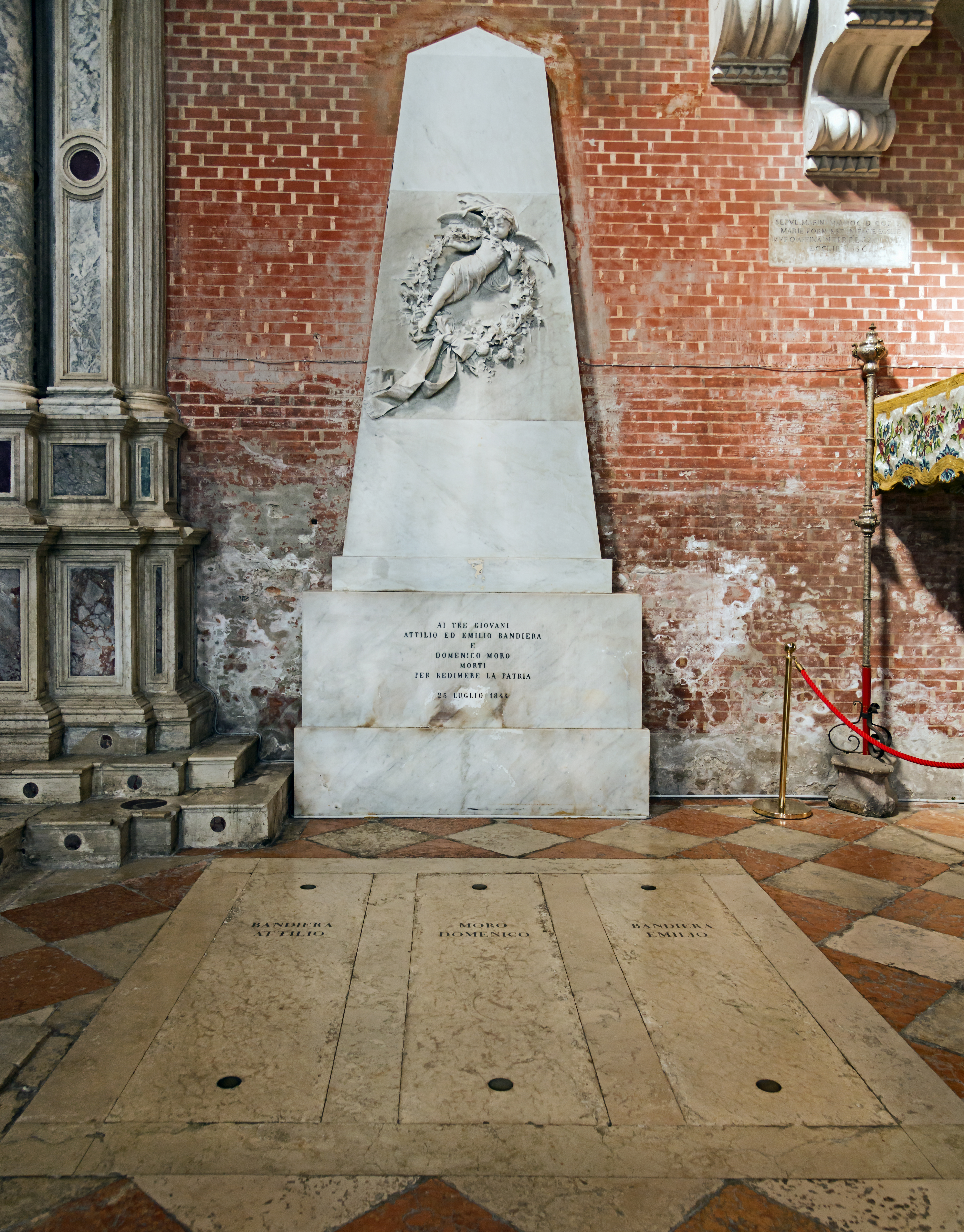
Hun namen staan op de gedenksteen voor patriotten in de Santi Giovanni e Paolokerk in Venetië

Attilio Bandiera (Venetië, 24 mei 1810 – Rovito in Calabrië, 25 juli 1844) en Emilio Bandiera (Venetië, 20 juni 1819 – Rovito, 25 juli 1844) waren twee vlootofficieren in het koninkrijk Lombardije-Venetië, een land der Oostenrijkers in Noord-Italië. De broers kwamen in opstand tegen Oostenrijk om Italië te bevrijden en een te maken. Na hun executie in het koninkrijk der Beide Siciliën werden ze in Italië geëerd voor hun patriottisme.

## Levensloop

### Oostenrijkse vloot
De ouders van beide broers waren Francesco Bandiera (1785-1847), in het Duits Franz Freiherr von Bandiera, en Anna Marsich (1786-1872). Zij groeiden op in Venetië, een stad in het door Oostenrijk bestuurde koninkrijk Lombardije-Venetië. Vader Bandiera was schout-bij-nacht in de Oostenrijks-Hongaarse vloot met een lange staat van dienst. Het ouderlijk huis was het Palazzo Soderini. De beide broers gingen in het voetspoor van hun vader. In de Keizerlijke Academie voor Marine in Venetië zwaaiden ze af als vlootofficier. Attilio, de oudste, huwde in 1837 met Maria Graziani, dochter van een Oostenrijks officier. 
Nadien waren ze actief op het commandoschip onder het gezag van hun vader. Zo vochten ze in Syrië waar beiden het gevoel hadden in het verkeerde legeruniform te zitten. Zij stichtten een ondergronds genootschap genoemd Esperia (1841). Esperia trok gelijkgezinde Italiaanse patriotten aan op de vlootschepen. Het ging om militairen uit Lombardije-Venetië en Kustenland, twee Oostenrijkse landen. Allen hadden het Italiaans als gemeenschappelijke taal. Zij wilden de Oostenrijkers verjagen uit Italië; ze waren niet monarchistisch noch republikeins doch zwoeren op de eerste plaats bij de eenheid van Italië. Esperia vond steun voor de zaak door hun correspondentie met Mazzini, een notoir patriot in ballingschap. 
Eind 1843 moest de jongste Emilio terug varen naar Venetië op bevel van zijn vader. Bij het afscheid op het schip zwoeren beide broers Bandiera elkaar te helpen hoe moeilijk het ook zijn.
In Esperia drong een spion binnen. Het was Tito Vespasiano Micciarelli. De spion berichtte de Oostenrijkse ambassade in Constantinopel over het revolutionaire groepje (1844). Het Oostenrijkse vlootcommando wou geen schandaal en vroeg Attilio om in stilte terug te keren naar Venetië. Vader Bandiera was ontsteld. Ondertussen vernam Emilio in de haven van Venetië dat de Oostenrijkse gendarmerie hem en zijn broer Attilio zou arresteren, eens Attilio zou aanmeren. Hun moeder smeekte veldmaarschalk Radetzky om het arrestatiebevel in te trekken. Radetzky bleef doof voor haar smeekbede. Attilio en Emilio doken onder op het eiland Corfou. Attilio’s vrouw was ondertussen stervende en richtte nog een vergeefse smeekbede naar Radetzky en naar kanselier graaf Metternich in Wenen (1844). 

### Opstand
Op Corfou verzamelden de broers Bandiera rond zich nog andere Italiaanse patriotten dan hun kameraden van Esperia (1844). Zij dokterden twee invasieplannen uit: een in de Pauselijke Staat in Midden-Italië en een in het zuiden in het koninkrijk der Beide Siciliën waar de Bourbonkoning Ferdinand II, bijgenaamd Bomba, autoritair regeerde. De revolutionairen vonden de invasie van de Pauselijke Staat te duur en verkozen daarom de revolutie te ontketenen bij het Bourbonregime. Ze kozen voor een opstand in Cosenza, in Calabrië. Er waren geruchten dat ze bij de bevolking voldoende steun zouden vinden. 
Zo waren ze met een twintigtal revolutionairen die in juni 1844 aan wal gingen in Cosenza. Een revolutionair uit Calabrië die zich aangesloten had, pleegde verraad. Dit had tot gevolg dat de koninklijke gendarmerie van Napels en stedelingen het groepje beschoten. Enkelen van hen gingen op de vlucht, anderen gaven zich meteen over aan de gendarmerie. Attilio en Emilio en enkele kameraden die hen trouw bleven, werden in de gevangenis opgesloten. 
Op 25 juli 1844 vonden ze de dood door het vuurpeloton. In Venetië nam vader Bandiera ontslag uit het leger; de opperbevelhebber van de vloot viceadmiraal Amilcare Paulucci werd op rust gesteld (1844).

### Revolutionaire nagedachtenis
Liberalen in Cosenza vroegen de pastoor om de stoffelijke resten niet te gooien in het gemeenschappelijk graf waar criminelen werden begraven. Ze werden veilig verstopt. Tijdens de Revolutie van 1848 in Calabrië werden hun beenderen met eer begraven in de kathedraal van Cosenza. Nadat de revolutie onderdrukt was, liet het Bourbonregime de beenderen van de broers Bandiera boven halen om deze in de rivier de Neto te gooien. Liberalen in de stad konden ook dit verhinderen. Met enige hindernis geraakten de stoffelijke resten in 1867 in Venetië. In aanwezigheid van hun oude moeder, weduwe van admiraal Bandiera, werden de beenderen begraven in de kerk Santi Giovanni e Paolo. Hun namen staan er op een gedenksteen opgericht na de eenmaking van Italië.
Patriottische gedichten en prenten in Italië hielden de herinnering aan de avonturen van de gebroeders Bandiera levendig. 